# Södra Trollegrav
Södra Trollegrav este o arie protejată (arie specială de conservare — SAC, sit de importanță comunitară — SCI) din Suedia întinsă pe o suprafață de 154,6 ha, integral pe uscat.

## Localizare
Centrul sitului Södra Trollegrav este situat la coordonatele 61°34′10″N 13°38′00″E / 61.5694°N 13.6332°E.

## Înființare
Situl Södra Trollegrav a fost declarat sit de importanță comunitară în decembrie 1995 pentru a proteja 2 specii de animale. Situl a fost protejat și ca arie specială de conservare în martie 2011.

## Biodiversitate
Situată în ecoregiunea boreală, aria protejată conține 3 habitate naturale: Taiga vestică, Lacuri și iazuri distrofice naturale, Mlaștini turboase de tranziție și turbării mișcătoare.
La baza desemnării sitului se află mai multe specii protejate de  nevertebrate (2): Stephanopachys linearis, Stephanopachys substriatus.